# Hardware (povestire)
„Hardware” este o povestire științifico-fantastică de Robert Silverberg. A apărut inițial în revista Omni din octombrie 1987. Povestirea este republicată în Marea Britanie în mai 1992 în volumul 1 al colecției de povestiri Pluto in the Morning Light, culegere editată de Grafton.

## Prezentare
Nava de explorare NASA Spacescoop a descoperit ceva neobișnuit în dreptul planetei Jupiter, printre elementele din grupul de asteroizi troieni ai lui Jupiter: un obiect din metal argintiu de mărimea unei mingi de fotbal cu două cercuri violete luminoase. Cercetătorii ajung  la concluzia că este un antic calculator extraterestru care poate comunica cu calculatoarele din laborator și de pe Pământ. Oamenii devin îngrijorați în legătură cu intențiile dispozitivului, mai ales că acesta începe să comunice celorlalte calculatoare terestre cum o planetă poate fi transformată într-o centură de asteroizi.

## Traduceri
A apărut în limba română în Almanah 2009 (din ianuarie 2009) al revistei Sci-Fi Magazin. Povestirea a fost tradusă de Emanuel Huțanu.